# Tartano
Tartano ist eine Gemeinde (comune) in der italienischen Provinz (Lombardei) mit 207 Einwohnern (Stand 31. Dezember 2023) im Veltlin.

## Geographie
Die Gemeinde Tartano befindet sich in einem Seitental des Veltlin, dem Val Tartano. Das Val Tartano ist in zwei Haupttäler unterteilt, dem Val Lunga und dem Val Corta. Das Val Corta teilt sich bei Barbera in das Val Budria und das Val di Lemma.
Die Gemeinde liegt etwa 16 Kilometer westsüdwestlich von Sondrio beim Parco delle Orobie Valtellinesi und grenzt unmittelbar an die Provinz Bergamo. Die Nachbargemeinden sind Albaredo per San Marco, Foppolo (BG), Forcola, Fusine, Mezzoldo (BG), Talamona und Valleve (BG).

## Geschichte
Die Gemeinde von Tartano war eine der am stärksten betroffenen Gemeinden der Flutkatastrophe im Sommer 1987. Am 18. Juli wurde das Hotel La Quiete von einer Schlamm- und Schuttlawine zerstört. Bei der Katastrophe starben 11 Touristen und es gab Verletzte. Zusammen mit dem Erdrutsch im Valdisotto forderte der Sturm 53 Opfer und Dutzende zerstörte Orte.

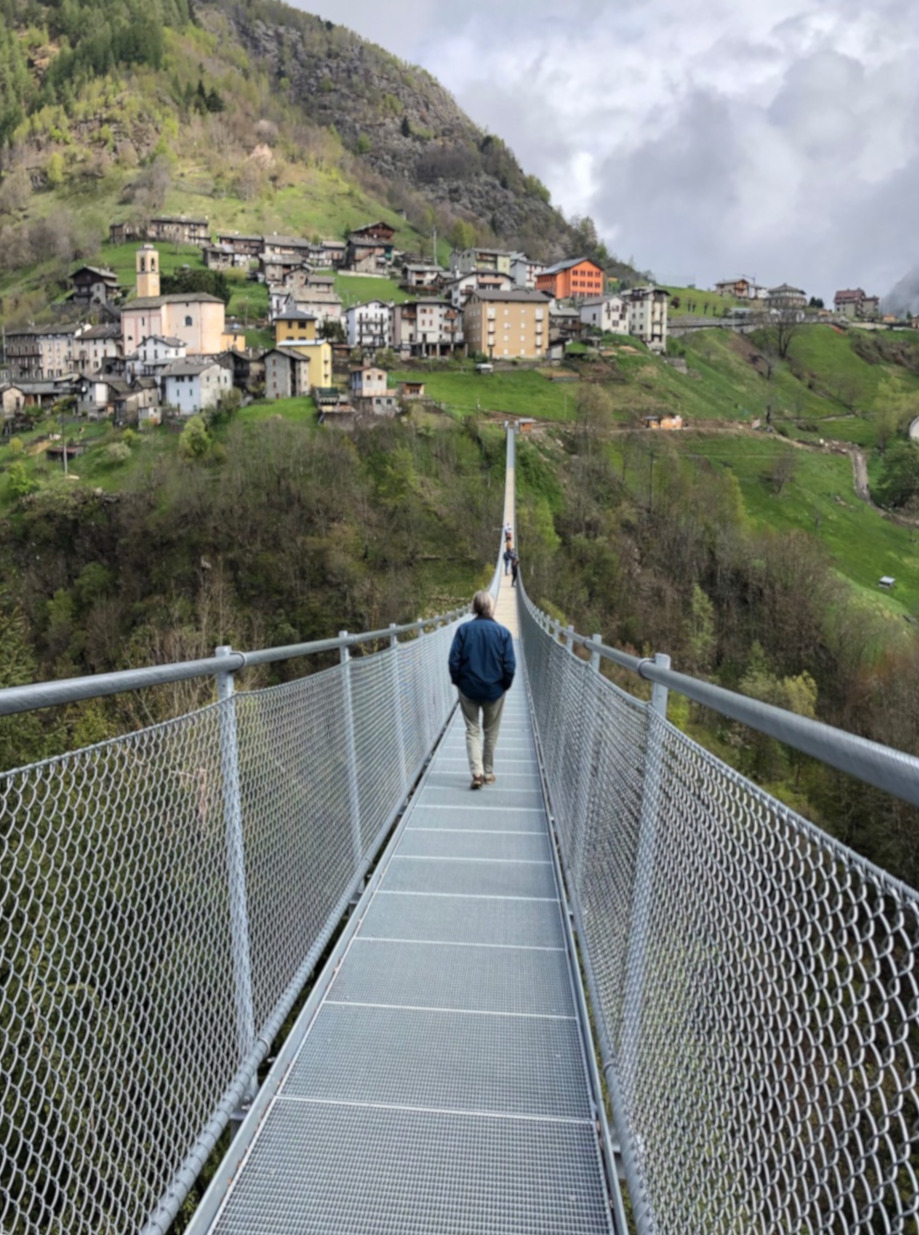
Ponte nel Cielo, Campo Tartano

## Sehenswürdigkeiten
Am 22. September 2018 wurde in Campo (Campo Tartano, etwa 1000 m ü. M.) die Brücke im Himmel (Ponte nel cielo) eingeweiht. Die Tibetische Fußgängerbrücke ist 234 Meter lang und 140 Meter über dem Flussbett des Tartano-Flusses. Sie verbindet den Weiler Campo mit der Ortschaft Frasnino, auf der anderen Seite des Tales Val Tartano.